# Sant Antoni metróállomás
Sant Antoni egyike a Spanyolországban található barcelonai metró metróállomásainak.

## Metróvonalak
Az állomást az alábbi metróvonalak érintik:
- 2-es metróvonal

## Kapcsolódó állomások
Az állomáshoz az alábbi állomások vannak a legközelebb:
- Paral·lel (Paral·lel, 2-es metróvonal)
- Universitat (Badalona Pompeu Fabra, 2-es metróvonal)